# Списак просторно културно-историјских целина у Србији
Следи списак просторно културно-историјских целина у Србији.
| ИД      | Слика                                                                                        | Назив                                                                                        | Адреса | Координате                                                                         | Место              | Градска општина | Општина                          | Надлежни завод |
| ------- | -------------------------------------------------------------------------------------------- | -------------------------------------------------------------------------------------------- | --- | ---------------------------------------------------------------------------------- | ------------------ | --------------- | -------------------------------- | -------------- |
| ПКИЦ 1  | Кнез Михаилова улица, од Калемегдана до Обилићевог венца                                     | Кнез Михаилова улица, од Калемегдана до Обилићевог венца                                     | | 44.819001°N 20.455038°E / 44.819001, 20.455038                                     | Београд            | Стари град      | Београд                          | БЕОГРАД        |
| ПКИЦ 2  | Грочанска чаршија                                                                            | Грочанска чаршија                                                                            | Булевар Ослобођења | 44.670301°N 20.717295°E / 44.670301, 20.717295                                     | Гроцка             | Гроцка          | Београд                          | БЕОГРАД        |
| ПКИЦ 3  | Старо језгро Земуна                                                                          | Старо језгро Земуна                                                                          | простор уоквирен линијом од Дунава, Ул. Стевана Марковића, Ул. Николаја Островског, Ул. 22. октобра, Ул. Вртларске, Ул. Угриновачке, Ул. Ћуковачки кут, Ул. Цара Душана, западне ограде Земунског гробља, Ул. Сибињанин Јанка, Ул. Деспота Ђурђа, до Дунава                                                                       | 44.840778°N 20.409292°E / 44.840778, 20.409292                                     | Земун              | Земун           | Београд                          | БЕОГРАД        |
| ПКИЦ 4  | Скадарлија                                                                                   | Скадарлија                                                                                   | Скадарска | 44.818803°N 20.466067°E / 44.818803, 20.466067                                     | Београд            | Стари град      | Београд                          | БЕОГРАД        |
| ПКИЦ 5  | Копитарева градина                                                                           | Копитарева градина                                                                           | Јелене Ћетковић, Копитарева градина, Ђуре Даничића, Шафарикова | 44.815932°N 20.468511°E / 44.815932, 20.468511                                     | Београд            | Стари град      | Београд                          | БЕОГРАД        |
| ПКИЦ 6  | Косанчићев венац                                                                             | Косанчићев венац                                                                             | од Савског моста до угла Ул. Карађорђеве и Париске, Ул. Париска, Ул. Грачаничка, Ул. Иван-Бегова, Ул. Поп Лукина до Савског моста | 44.816642°N 20.45124°E / 44.816642, 20.45124                                       | Београд            | Стари град      | Београд                          | БЕОГРАД        |
| ПКИЦ 7  | Стара чаршија Тешњар                                                                         | Стара чаршија Тешњар                                                                         | | 44.268029°N 19.881304°E / 44.268029, 19.881304                                     | Ваљево             |                 | Ваљево                           | ВАЉЕВО         |
| ПКИЦ 8  | Грчки шор                                                                                    | Грчки шор                                                                                    | Вука Караџића | 43.584595°N 21.32651°E / 43.584595, 21.32651                                       | Крушевац           |                 | Крушевац                         | КРАЉЕВО        |
| ПКИЦ 9  | Пољана Лукаревина                                                                            | Пољана Лукаревина                                                                            | | 43.472560145137194°N 21.03851582092816°E / 43.472560145137194, 21.03851582092816   | Дренча             |                 | Александровац                    | КРАЉЕВО        |
| ПКИЦ 10 | Комплекс пивница                                                                             | Комплекс пивница                                                                             | | 44.22583751592653°N 22.474815554841232°E / 44.22583751592653, 22.474815554841232   | Штубик             |                 | Неготин                          | НИШ            |
| ПКИЦ 11 | Комплекс објеката из 19. века                                                                | Комплекс објеката из 19. века                                                                | | 43.80377343982318°N 21.843688923403278°E / 43.80377343982318, 21.843688923403278   | Луково             |                 | Бољевац                          | НИШ            |
| ПКИЦ 12 | Старо градско језгро Неготина                                                                | Старо градско језгро Неготина                                                                | | 44.22670815093223°N 22.530892147824662°E / 44.22670815093223, 22.530892147824662   | Неготин            |                 | Неготин                          | НИШ            |
| ПКИЦ 13 | Кућа Стевана Мокрањца у Неготину                                                             | Кућа Стевана Мокрањца у Неготину                                                             | Вере Радосављевић | 44.224805°N 22.53137°E / 44.224805, 22.53137                                       | Неготин            |                 | Неготин                          | НИШ            |
| ПКИЦ 14 | Комплекс Рајачких и Рогљевских пивница                                                       | Комплекс Рајачких и Рогљевских пивница                                                       | | 44.097001°N 22.549543°E / 44.097001, 22.549543                                     | Неготин            |                 | Неготин                          | НИШ            |
| ПКИЦ 15 | Урбанистичке целине                                                                          | Урбанистичке целине                                                                          | Улице: Маршала Тита, Лоле Рибара, 27. марта, Црвено барјаче | 44.01128300980962°N 20.914400314524705°E / 44.01128300980962, 20.914400314524705   | Крагујевац         |                 | Крагујевац                       | КРАГУЈЕВАЦ     |
| ПКИЦ 16 | Топчидер                                                                                     | Топчидер                                                                                     | | 44.775499°N 20.43731°E / 44.775499, 20.43731                                       | Београд            |                 | Савски венац, Чукарица, Раковица | БЕОГРАД        |
| ПКИЦ 17 | Чаршија у Бељини                                                                             | Чаршија у Бељини                                                                             | | 44.51947969455865°N 20.394998702985706°E / 44.51947969455865, 20.394998702985706   | Бељина             | Барајево        | Београд                          | БЕОГРАД        |
| ПКИЦ 18 | Подручје око Доситејевог лицеја                                                              | Подручје око Доситејевог лицеја                                                              | Улице: Краља Петра, Господар Јованова, Капетан Мишина, Симина, Браће Југовића, Змај Јовина, Студентски трг, Змаја од Ноћаја | 44.821002°N 20.459095°E / 44.821002, 20.459095                                     | Београд            |                 | Стари град                       | БЕОГРАД        |
| ПКИЦ 19 | Ужи центар села Годовик                                                                      | Ужи центар села Годовик                                                                      | | 43.77987826972933°N 20.05417488922079°E / 43.77987826972933, 20.05417488922079     | Годовик            |                 | Пожега                           | КРАЉЕВО        |
| ПКИЦ 20 | Део градског центра Ивањице                                                                  | Део градског центра Ивањице                                                                  | | 43.58301787931765°N 20.22692519985359°E / 43.58301787931765, 20.22692519985359     | Ивањица            |                 | Ивањица                          | КРАЉЕВО        |
| ПКИЦ 21 | Чајкино брдо                                                                                 | Чајкино брдо                                                                                 | | 43.61795239650948°N 20.891080618455913°E / 43.61795239650948, 20.891080618455913   | Врњачка Бања       |                 | Врњачка Бања                     | КРАЉЕВО        |
| ПКИЦ 22 | Новопазарска тврђава са старом чаршијом и комплексом око Алтун-алем џамије                   | Новопазарска тврђава са старом чаршијом и комплексом око Алтун-алем џамије                   | око Алтин-алем џамије | 43.136733°N 20.518415°E / 43.136733, 20.518415                                     | Нови Пазар         |                 | Нови Пазар                       | КРАЉЕВО        |
| ПКИЦ 23 | Стара чаршија (Бајина Башта)                                                                 | Стара чаршија (Бајина Башта)                                                                 | | 43.969115348233366°N 19.569993176900436°E / 43.969115348233366, 19.569993176900436 | Бајина Башта       |                 | Бајина Башта                     | КРАЉЕВО        |
| ПКИЦ 24 | Споменичко подручје Старог Раса                                                              | Споменичко подручје Старог Раса                                                              | подручје Новог Пазара и околних села на којима се налазе: Тврђава Рас са подграђем- Пазариште, црква Св. Петра и Павла, манастир Ђурђеви Ступови и манастир Сопоћани | 43.12852°N 20.416564°E / 43.12852, 20.416564                                       | Нови Пазар         |                 | Нови Пазар                       | КРАЉЕВО        |
| ПКИЦ 25 | Стара чаршија са тргом у Краљеву                                                             | Стара чаршија са тргом у Краљеву                                                             | | 43.725847°N 20.6738°E / 43.725847, 20.6738                                         | Краљево            |                 | Краљево                          | КРАЉЕВО        |
| ПКИЦ 26 | Целина у Горњој Добрињи                                                                      | Целина у Горњој Добрињи                                                                      | | 43.959859266312435°N 20.079880153594434°E / 43.959859266312435, 20.079880153594434 | Горња Добриња      |                 | Пожега                           | КРАЉЕВО        |
| ПКИЦ 27 | Део села Бистрица                                                                            | Део села Бистрица                                                                            | | 44.33061470311537°N 21.520079147633297°E / 44.33061470311537, 21.520079147633297   | Бистрица           |                 | Петровац на Млави                | СМЕДЕРЕВО      |
| ПКИЦ 28 | Пошаљи фотографију                                                                           | Две старије куће и Горњокрајска чесма                                                        | |                                                                                    | Горња Бела Река    |                 | Зајечар                          | НИШ            |
| ПКИЦ 29 | Пошаљи фотографију                                                                           | Куће и привредне зграде: Сергеја Пауновића, Милорада Павловића и Стамена Нешића              | |                                                                                    | Ласово             |                 | Зајечар                          | НИШ            |
| ПКИЦ 30 | Пошаљи фотографију                                                                           | Комплекс Дуванске индустрије (Ниш)                                                           | | 43.335667°N 21.884891°E / 43.335667, 21.884891                                     | Ниш                |                 | Ниш                              | НИШ            |
| ПКИЦ 31 | Пошаљи фотографију                                                                           | Шире подручје Ул. 12. фебруара (Ниш)                                                         | 12. фебруара | 43.325927°N 21.889998°E / 43.325927, 21.889998                                     | Ниш                |                 | Ниш                              | НИШ            |
| ПКИЦ 32 | Уже подручје Брестовачке Бање                                                                | Уже подручје Брестовачке Бање                                                                | |                                                                                    | Брестовачка Бања   |                 | Бор                              | НИШ            |
| ПКИЦ 33 | Комплекс Баба Златине улице                                                                  | Комплекс Баба Златине улице                                                                  | Баба Златина улица | 42.549326°N 21.901383°E / 42.549326, 21.901383                                     | Врање              |                 | Врање                            | НИШ            |
| ПКИЦ 34 | Улица М. Тита                                                                                | Улица М. Тита                                                                                | Улица Маршала Тита |                                                                                    | Кладово            |                 | Кладово                          | НИШ            |
| ПКИЦ 35 | Улица кнеза Милоша (Ваљево)                                                                  | Улица кнеза Милоша (Ваљево)                                                                  | Улица Кнеза Милоша | 44.271978°N 19.874384°E / 44.271978, 19.874384                                     | Ваљево             |                 | Ваљево                           | ВАЉЕВО         |
| ПКИЦ 36 | Заселак Бебића Лука                                                                          | Заселак Бебића Лука                                                                          | |                                                                                    | Вујиновача         |                 | Ваљево                           | ВАЉЕВО         |
| ПКИЦ 37 | Комплекс Бање Ковиљаче                                                                       | Комплекс Бање Ковиљаче                                                                       | | 44.512849°N 19.156334°E / 44.512849, 19.156334                                     | Бања Ковиљача      |                 | Лозница                          | ВАЉЕВО         |
| ПКИЦ 38 | Сквер у центру Јагодине                                                                      | Сквер у центру Јагодине                                                                      | |                                                                                    | Јагодина           |                 | Јагодина                         | КРАГУЈЕВАЦ     |
| ПКИЦ 39 | Парк Буковичке Бање                                                                          | Парк Буковичке Бање                                                                          | | 44.307075°N 20.55309°E / 44.307075, 20.55309                                       | Буковичка Бања     |                 | Аранђеловац                      | КРАГУЈЕВАЦ     |
| ПКИЦ 40 | Трг Јована Цвијића                                                                           | Трг Јована Цвијића                                                                           | Трг Јована Цвијића | 44.531178°N 19.223959°E / 44.531178, 19.223959                                     | Лозница            |                 | Лозница                          | ВАЉЕВО         |
| ПКИЦ 41 | Горња и доња Петроварадинска тврђава са подграђем                                            | Горња и доња Петроварадинска тврђава са подграђем                                            | Београдска | 45.252927°N 19.863385°E / 45.252927, 19.863385                                     | Петроварадин       |                 | Нови Сад                         | ОПШ. Н. САД    |
| ПКИЦ 42 | Комплекс објеката „Јодна бања“ у Новом Саду                                                  | Комплекс објеката „Јодна бања“ у Новом Саду                                                  | Јодна бања | 45.249656°N 19.828701°E / 45.249656, 19.828701                                     | Нови Сад           |                 | Нови Сад                         | ОПШ. Н. САД    |
| ПКИЦ 43 | Стара гробља у Новом Саду                                                                    | Стара гробља у Новом Саду                                                                    | |                                                                                    | Нови Сад           |                 | Нови Сад                         | ОПШ. Н. САД    |
| ПКИЦ 44 | Дворац Марцибањи-Карачоњи и парк у Сремској Каменици                                         | Дворац Марцибањи-Карачоњи и парк у Сремској Каменици                                         | | 45.225632°N 19.842901°E / 45.225632, 19.842901                                     | Сремска Каменица   |                 | Нови Сад                         | ОПШ. Н. САД    |
| ПКИЦ 45 | Комплекс синагоге, школске и општинске зграде јеврејске заједнице у Новом Саду               | Комплекс синагоге, школске и општинске зграде јеврејске заједнице у Новом Саду               | | 45.253289°N 19.840637°E / 45.253289, 19.840637                                     | Нови Сад           |                 | Нови Сад                         | ОПШ. Н. САД    |
| ПКИЦ 46 | Спомен гробље бораца НОР-а у Новом Саду                                                      | Спомен гробље бораца НОР-а у Новом Саду                                                      | |                                                                                    | Нови Сад           |                 | Нови Сад                         | ОПШ. Н. САД    |
| ПКИЦ 47 | Градско језгро Сремских Карловаца                                                            | Градско језгро Сремских Карловаца                                                            | Трг Бранка Радичевића | 45.202708°N 19.933714°E / 45.202708, 19.933714                                     | Сремски Карловци   |                 | Сремски Карловци                 | ПОКР. Н. САД   |
| ПКИЦ 48 | Старо језгро Зрењанина                                                                       | Старо језгро Зрењанина                                                                       | |                                                                                    | Зрењанин           |                 | Зрењанин                         | ЗРЕЊАНИН       |
| ПКИЦ 49 | Старо језгро Сомбора-Трг братства и јединства                                                | Старо језгро Сомбора-Трг братства и јединства                                                | Трг братства и јединства |                                                                                    | Сомбор             |                 | Сомбор                           | ПОКР. Н. САД   |
| ПКИЦ 50 | Старо језгро Банатског Новог Села                                                            | Старо језгро Банатског Новог Села                                                            | |                                                                                    | Банатско Ново Село |                 | Панчево                          | ПАНЧЕВО        |
| ПКИЦ 51 | Старо језгро Бечеја -Трг „Погача“                                                            | Старо језгро Бечеја -Трг „Погача“                                                            | Трг „Погача“ (Трг ослобођења) | 45.615336°N 20.048867°E / 45.615336, 20.048867                                     | Бечеј              |                 | Бечеј                            | ПОКР. Н. САД   |
| ПКИЦ 52 | Тврђава Бач                                                                                  | Тврђава Бач                                                                                  | | 45.393146°N 19.221684°E / 45.393146, 19.221684                                     | Бач                |                 | Бач                              | ПОКР. Н. САД   |
| ПКИЦ 53 | Градско језгро Суботице                                                                      | Градско језгро Суботице                                                                      | Трг слободе | 46.099781°N 19.665889°E / 46.099781, 19.665889                                     | Суботица           |                 | Суботица                         | СУБОТИЦА       |
| ПКИЦ 54 | Етно парк у Купинову                                                                         | Етно парк у Купинову                                                                         | Бранка Маџаревића | 44.698731°N 20.036910°E / 44.698731, 20.036910                                     | Купиново           |                 | Пећинци                          | С. МИТРОВИЦА   |
| ПКИЦ 55 | Трг Житна пијаца (Братства и јединства) у Сремској Митровици                                 | Трг Житна пијаца (Братства и јединства) у Сремској Митровици                                 | Трг Житна пијаца (Братства и јединства) | 44.967709°N 19.603197°E / 44.967709, 19.603197                                     | Сремска Митровица  |                 | Сремска Митровица                | С. МИТРОВИЦА   |
| ПКИЦ 56 | Трг Светог Стефана (Народних хероја) у Сремској Митровици                                    | Трг Светог Стефана (Народних хероја) у Сремској Митровици                                    | Трг Светог Стефана (Народних хероја) | 44.967515°N 19.605826°E / 44.967515, 19.605826                                     | Сремска Митровица  |                 | Сремска Митровица                | С. МИТРОВИЦА   |
| ПКИЦ 57 | Градска целина у Иригу                                                                       | Градска целина у Иригу                                                                       | |                                                                                    | Ириг               |                 | Ириг                             | С. МИТРОВИЦА   |
| ПКИЦ 58 | Старо градско језгро Панчева                                                                 | Старо градско језгро Панчева                                                                 | |                                                                                    | Панчево            |                 | Панчево                          | ПАНЧЕВО        |
| ПКИЦ 59 | Меморијални комплекс „Газиместан“                                                            | Меморијални комплекс „Газиместан“                                                            | Газиместан | 42.690653°N 21.123701°E / 42.690653, 21.123701                                     | Приштина           |                 | Приштина                         | О. ПРИШТИНА    |
| ПКИЦ    | Старо језгро Сомбора „Венац“                                                                 | Старо језгро Сомбора „Венац“                                                                 | (Споменици културе бр:1245,1246,1247,1248,1249,1250,1256,1258, налазе се у оквиру ПКИЦ Старо језгро Сомбора „Венац“ (Цент.рег. ПКИЦ 60), а споменици културе бр: 1171,1251,1252,1253,1254,1255,1257, и 1456 налазе се у оквиру ПКИЦ Трг братства-јединства у Сомбору (Цент.рег. ПКИЦ 49), а која делом улази у оквир ПКИЦ „Венац“ |                                                                                    | Сомбор             |                 | Сомбор                           | ПОКР. Н. САД   |
| ПКИЦ 61 | Куће тршчаре у Ул. Краљевића Марка бр. 24, 26,26а, 28 и 30, Нови Сад, О. Нови Сад            | Куће тршчаре у Ул. Краљевића Марка бр. 24, 26,26а, 28 и 30, Нови Сад, О. Нови Сад            | Краљевића Марка 24, 26,26а, 28 и 30 | 45.260876°N 19.83589°E / 45.260876, 19.83589                                       | Нови Сад           |                 | Нови Сад                         | ОПШ. Н. САД    |
| ПКИЦ 62 | Градско језгро Кикинде                                                                       | Градско језгро Кикинде                                                                       | | 45.830436°N 20.4658°E / 45.830436, 20.4658                                         | Кикинда            |                 | Кикинда                          | СУБОТИЦА       |
| ПКИЦ 63 | ПКИЦ Палић                                                                                   | ПКИЦ Палић                                                                                   | | 46.098174°N 19.75839°E / 46.098174, 19.75839                                       | Палић              |                 | Суботица                         | СУБОТИЦА       |
| ПКИЦ 64 | Пошаљи фотографију                                                                           | Центар Апатина                                                                               | |                                                                                    | Апатин             |                 | Апатин                           | ПОКР. Н. САД   |
| ПКИЦ 65 | Карађорђева Топола са Опленцем                                                               | Карађорђева Топола са Опленцем                                                               | | 44.247182°N 20.68354°E / 44.247182, 20.68354                                       | Топола             |                 | Топола                           | КРАГУЈЕВАЦ     |
| ПКИЦ 66 | Старо језгро Новог Сада                                                                      | Старо језгро Новог Сада                                                                      | | 45.2569°N 19.847894°E / 45.2569, 19.847894                                         | Нови Сад           |                 | Нови Сад                         | ОПШ. Н. САД    |
| ПКИЦ 67 | Улица Господара Јеврема у Шапцу                                                              | Улица Господара Јеврема у Шапцу                                                              | Улица Господара Јеврема | 44.757888°N 19.692046°E / 44.757888, 19.692046                                     | Шабац              |                 | Шабац                            | ВАЉЕВО         |
| ПКИЦ 68 | Део урбане целине старе чаршије у Сокобањи у улици Светог Саве од бр. 12 до бр. 24           | Део урбане целине старе чаршије у Сокобањи у улици Светог Саве од бр. 12 до бр. 24           | Светог Саве 12-24 | 43.644492°N 21.876267°E / 43.644492, 21.876267                                     | Сокобања           |                 | Сокобања                         | НИШ            |
| ПКИЦ 69 | Део урбане целине старе чаршије у улици Светог Саве у Сокобањи са низом индивидуалних зграда | Део урбане целине старе чаршије у улици Светог Саве у Сокобањи са низом индивидуалних зграда | на простору од угла улице ЈНА до завршетка западне стране улице 7. јула | 43.644181°N 21.87513°E / 43.644181, 21.87513                                       | Сокобања           |                 | Сокобања                         | НИШ            |
| ПКИЦ 70 | Део урбане целина старе чаршије у Сокобањи у улици Светог Саве од бр. 7 до бр. 15            | Део урбане целина старе чаршије у Сокобањи у улици Светог Саве од бр. 7 до бр. 15            | Светог Саве 7-15 | 43.644282°N 21.875526°E / 43.644282, 21.875526                                     | Сокобања           |                 | Сокобања                         | НИШ            |
| ПКИЦ 71 | Део урбане целине старе чаршије у Сокобањи у улици Светог Саве од бр. 44 до бр. 48           | Део урбане целине старе чаршије у Сокобањи у улици Светог Саве од бр. 44 до бр. 48           | Светог Саве 44-48 | 43.645012°N 21.878563°E / 43.645012, 21.878563                                     | Сокобања           |                 | Сокобања                         | НИШ            |
| ПКИЦ 72 | Занатско-трговачке радње у Тијабари у Пироту                                                 | Занатско-трговачке радње у Тијабари у Пироту                                                 | |                                                                                    | Пирот              |                 | Пирот                            | НИШ            |
| ПКИЦ 73 | Комплекс "Соколана" у Старој радничкој колонији у Крагујевцу                                 | Комплекс "Соколана" у Старој радничкој колонији у Крагујевцу                                 | | 44.010511°N 20.894794°E / 44.010511, 20.894794                                     | Крагујевац         |                 | Крагујевац                       | КРАГУЈЕВАЦ     |
| ПКИЦ 74 | Комплекс Војно-техничког завода у Крагујевцу                                                 | Комплекс Војно-техничког завода у Крагујевцу                                                 | | 44.001522°N 20.9243979°E / 44.001522, 20.9243979                                   | Крагујевац         |                 | Крагујевац                       | КРАГУЈЕВАЦ     |
| ПКИЦ 75 | Пошаљи фотографију                                                                           | Комплекс Пољопривредне школе „др Ђорђе Радић” у Краљеву                                      | |                                                                                    | Краљево            |                 | Краљево                          | КРАЉЕВО        |
| ПКИЦ 76 | Пошаљи фотографију                                                                           | Трг Бориса Кидрича, парк, Улица Маршала Тита и Трг Младена Милорадовића у Великом Градишту   | |                                                                                    | Велико Градиште    |                 | Велико Градиште                  | СМЕДЕРЕВО      |
| ПКИЦ 77 | Пошаљи фотографију                                                                           | Историјско језгро Београда                                                                   | |                                                                                    | Београд            | Стари град      | Београд                          | БЕОГРАД        |
| ПКИЦ 78 | Пошаљи фотографију                                                                           | Село Милаковићи на Озрену код Пријепоља                                                      | |                                                                                    | Милаковићи         |                 | Пријепоље                        | КРАЉЕВО        |
| ПКИЦ 79 | Историјска целина „Стари центар Врањева” у Новом Бечеју                                      | Историјска целина „Стари центар Врањева” у Новом Бечеју                                      | |                                                                                    | Нови Бечеј         |                 | Нови Бечеј                       | ЗРЕЊАНИН       |
| ПКИЦ 80 | Село Гостуша код Пирота                                                                      | Село Гостуша код Пирота                                                                      | |                                                                                    | Гостуша            |                 | Пирот                            | НИШ            |
| ПКИЦ 81 | Церак Виногради                                                                              | Церак Виногради                                                                              | |                                                                                    | Београд            | Чукарица        | Београд                          | БЕОГРАД        |
| ПКИЦ 82 | Алмашки крај у Новом Саду (културно добро)                                                   | Алмашки крај у Новом Саду (културно добро)                                                   | |                                                                                    | Нови Сад           |                 | Нови Сад                         | НОВИ САД       |
| ПКИЦ 83 | Старо језгро Беле Цркве                                                                      | Старо језгро Беле Цркве                                                                      | |                                                                                    | Бела Црква         |                 | Бела Црква                       | ПАНЧЕВО        |
| ПКИЦ 84 | Комплекс Старо село у Сирогојну                                                              | Комплекс Старо село у Сирогојну                                                              | |                                                                                    | Сирогојно          |                 | Чајетина                         | КРАЉЕВО        |
| ПКИЦ 85 | Пошаљи фотографију                                                                           | Споменички комплекс у селу Бела Вода (гробље, чесма, црква и Милуновића кућа)                | |                                                                                    | Бела Вода          |                 | Крушевац                         | КРАЉЕВО        |
| ПКИЦ 86 | Пошаљи фотографију                                                                           | Улица Браће Радић у Суботици                                                                 | | 46.09168537527625°N 19.671675870843163°E / 46.09168537527625, 19.671675870843163   | Суботица           |                 | Суботица                         | СУБОТИЦА       |
| ПКИЦ 87 | Теразије (Београд)                                                                           | Теразије (Београд)                                                                           | | 44.81349053728364°N 20.46069501679731°E / 44.81349053728364, 20.46069501679731     | Београд            | Стари град      | Београд                          | БЕОГРАД        |
| ПКИЦ 88 | Пошаљи фотографију                                                                           | Професорска колонија                                                                         | | 44.81222727862172°N 20.48024700472332°E / 44.81222727862172, 20.48024700472332     | Београд            | Палилула        | Београд                          | БЕОГРАД        |
| ПКИЦ 89 | Подручје уз Улицу кнеза Милоша у Београду                                                    | Подручје уз Улицу кнеза Милоша у Београду                                                    | | 44.810110008784584°N 20.46573439238589°E / 44.810110008784584, 20.46573439238589   | Београд            | Савски венац    | Београд                          | БЕОГРАД        |
| ПКИЦ 90 | Централна зона Новог Београда                                                                | Централна зона Новог Београда                                                                | | 44.81632869723°N 20.42094191193288°E / 44.81632869723, 20.42094191193288           | Београд            | Нови Београд    | Београд                          | БЕОГРАД        |
| ПКИЦ 91 | Смиљанићева улица                                                                            | Смиљанићева улица                                                                            | | 44.80266870559787°N 20.47046326634275°E / 44.80266870559787, 20.47046326634275     | Београд            | Врачар          | Београд                          | БЕОГРАД        |
| ПКИЦ 92 | Крунски венац                                                                                | Крунски венац                                                                                | | 44.80403506716228°N 20.471878433723013°E / 44.80403506716228, 20.471878433723013   | Београд            | Врачар          | Београд                          | БЕОГРАД        |
| ПКИЦ 93 | Светосавски плато у Београду                                                                 | Светосавски плато у Београду                                                                 | | 44.798337344043226°N 20.467413066698292°E / 44.798337344043226, 20.467413066698292 | Београд            | Врачар          | Београд                          | БЕОГРАД        |
| ПКИЦ 94 | Ташмајдан са Универзитетским центром у Београду                                              | Ташмајдан са Универзитетским центром у Београду                                              | | 44.807568692003066°N 20.475444599312546°E / 44.807568692003066, 20.475444599312546 | Београд            | Палилула        | Београд                          | БЕОГРАД        |
| ПКИЦ 96 | Пошаљи фотографију                                                                           | Центар Руме                                                                                  | | 45.007841741187846°N 19.824803202661585°E / 45.007841741187846, 19.824803202661585 |                    |                 |                                  | С. МИТРОВИЦА   |
| ПКИЦ 97 | Пошаљи фотографију                                                                           | Центар Перлеза                                                                               | | 45.2093880070474°N 20.375702161299856°E / 45.2093880070474, 20.375702161299856     |                    |                 |                                  | ЗРЕЊАНИН       |
| ПКИЦ 98 | Пошаљи фотографију                                                                           | Воденице на Горњодушничкој реци                                                              | |                                                                                    |                    |                 |                                  | НИШ            |